# Chapelle Sainte-Marguerite de Fessenheim-le-Bas
La chapelle Sainte-Marguerite est une chapelle catholique, monument historique, située à Fessenheim-le-Bas, dans le département français du Bas-Rhin.

## Localisation
Ce bâtiment est situé gloss à Fessenheim-le-Bas.

## Historique
L'édifice fait l'objet d'une inscription au titre des monuments historiques depuis 1968.